# 林 (所沢市)
林（はやし）は、埼玉県所沢市の町名。現行行政地名は林一丁目から三丁目。郵便番号は 359-1167。

## 地理
所沢市内の西部、三ヶ島地区に所属する。
西武池袋線 狭山ヶ丘駅の南西側に位置し、近隣の狭山ヶ丘、和ヶ原、西狭山ヶ丘、三ヶ島、糀谷、および、入間市上藤沢、東藤沢、宮寺と隣接する。
町内は西から東に1から3丁目が設置されており、北東部を国道463号所沢入間バイパスが通過している。
また地内を荒川水系新河岸川支流の不老川が流れている。

### 河川
- 不老川

橋梁
- 神橋

### 地価
住宅地の地価は、2015年（平成27年）1月1日の公示地価によれば、林3丁目551番47の地点で10万9000円/m2となっている。

## 歴史
旧入間郡三ヶ島村
- 1889年（明治22年）4月1日 - 町村制施行に伴い、三ヶ島村、三ヶ島堀之内村、糀谷村、林村が合併し、三ヶ島村の大字林となる。
- 1977年（昭和52年）
  - 8月1日 - 町名整備により、大字林の一部が狭山ヶ丘の一部となる[6][7]。
  - 11月1日 - 町名整備により、大字林の一部が東狭山ヶ丘[8][9]および西狭山ヶ丘[10][11]の各一部となる。
- 1978年（昭和53年）7月1日 - 大字林、大字三ヶ島の一部から林一〜三丁目が成立する[10]。これにより大字林は消滅する。

## 世帯数と人口
2017年（平成29年）9月30日現在の世帯数と人口は以下の通りである。
| 丁目     | 世帯数    | 人口    |
| -------- | --------- | ------- |
| 林一丁目 | 290世帯   | 733人   |
| 林二丁目 | 251世帯   | 649人   |
| 林三丁目 | 1,370世帯 | 2,987人 |
| 計       | 1,911世帯 | 4,369人 |

## 小・中学校の学区
市立小・中学校に通う場合の学区（校区）は以下の通り
| 町丁 | 番・番地 | 小学校                     | 中学校                         |
| ---- | -------- | -------------------------- | ------------------------------ |
| 林   | 全域     | 所沢市立林小学校（和ヶ原） | 所沢市立三ヶ島中学校（三ヶ島） |

## 交通

### 鉄道
地内に鉄道は敷設されていない。最寄駅は、西武池袋線･狭山ヶ丘駅。

### 道路
- （国道463号）所沢入間バイパス

交差点
- 「林」
- 「林きた」
- 「林小学校前」

バス
- 地内のバス停は「林」･「林小学校」（市内循環「ところバス」西路線）

## 施設
教育
- 埼玉県立所沢商業高等学校
- 小野家住宅

公共
- 所沢市西部クリーンセンター[13][14]
- 林センター - 付近に半鐘付きの火の見櫓が立っている。
- 三ヶ島第6区集会所
- 林第1緑地[15]
- 林第2緑地[15]

寺社
- 林神社
- 八雲神社
- 松林寺 - 曹洞宗の寺。武蔵野三十三観音霊場第15番札所[16]。狭山三十三観音霊場第30番札所。

※ 所沢市立林小学校は和ヶ原3丁目に立地する。

## 関連文献
- 「林村」『新編武蔵風土記稿』 巻ノ157入間郡ノ2、内務省地理局、1884年6月。NDLJP:764001/65。